# Baczana Achalaia
Baczana (Baczo) Achalaia, gruz. ბაჩანა (ბაჩო) ახალაია (ur. 24 października 1980) – gruziński prawnik, urzędnik państwowy, polityk, w latach 2009-2012 minister obrony, od 4 lipca do 20 września 2012 minister spraw wewnętrznych.

## Życiorys
W latach 1998–2004 studiował na Wydziale Prawa Uniwersytetu im. Iwane Dżawachiszwilego w Tbilisi.
W czasie studiów pracował jako koordynator projektu w Stowarzyszeniu „Instytut Wolności”. Od 2004 do 2005 pracował na stanowisku zastępcy Obrońcy Publicznego (ombudsmana). W latach 2005–2008 kierował Departamentem Penitencjarnym Ministerstwa Sprawiedliwości. Od grudnia 2008 pełnił funkcję wiceministra obrony.
W sierpniu 2009 objął stanowisko ministra obrony. W nowym rządzie Iwane Merabiszwilego utworzonym 4 lipca 2012 objął funkcję ministra spraw wewnętrznych. 20 września tego samego roku podał się do dymisji wskutek ujawnienia nagrań potwierdzających stosowanie tortur w gruzińskich więzieniach.

## Procesy
7 listopada 2012 wraz z generałem Giorgijem Kałandadze został aresztowany pod zarzutem nadużycia władzy. Premier Bidzina Iwaniszwili oświadczył, że te zatrzymania nie mają charakteru politycznego. 
13 listopada 2012 postawiono mu zarzuty o stosowanie tortur wobec żołnierzy. On sam odrzucił wszystkie oskarżenia traktując je jako polityczne rozgrywki. 23 kwietnia 2018 r. sąd skazał Achalaię na 12 lat więzienia. Jednak Achalaja nie zgadza się z decyzją sądu nawet po wyjściu na wolność po 10 latach więzienia, określając ją jako niesprawiedliwość motywowaną politycznie. Podczas pobytu w więzieniu Achalaja napisał książkę „Sokhumi – Moje Jeruzalem”. Książka zagłębia się w dynamikę terytoriów okupowanych i panującą sytuację społeczno-polityczną w kraju. W więzieniu przetłumaczył także kilka znaczących książek, w tym „Sztukę wojny” Martina Van Crevelda, „Najwyższe Dowództwo” Eliota Cohena, „Dlaczego Nations Fail” Darona Acemoglu i Jamesa Robinsona oraz „Kryzysy” Henry’ego Kissingera. Te przetłumaczone dzieła, zagłębiające się w dyskurs polityczno-wojskowy, zostały zredagowane przez Bacho Akhalaię, który również przetłumaczył „Prawdę o mafii” sędziego Giovanniego Falcone. Obecnie aktywnie uczestniczy w tworzeniu pierwszego gruzińskiego tłumaczenia i komentarza do powieści Carla von Clausewitza „O wojnie”.